# Boers
Pour les articles homonymes, voir Boer.
Les Boers (du néerlandais passé en afrikaans « boer », [buːɾ], « paysan », pluriel « boere ») sont les pionniers blancs d'Afrique du Sud, originaires, pour la plupart, des régions néerlandophones d'Europe, des provinces indépendantes du Nord, alors appelées Provinces-Unies (actuels Pays-Bas), mais venant aussi d'Allemagne et de France.
Au XIXe siècle eut également lieu, à moindre échelle, une émigration des Pays-Bas vers la colonie de Guyane néerlandaise (actuel Suriname), où les descendants des colons sont encore aujourd'hui appelés Boeroe's ([bu:ru:]).
Au XXe siècle, le terme de Boers, désignant souvent les habitants des zones rurales de langue afrikaans, a été supplanté par celui d'Afrikaners, englobant tous les Sud-Africains blancs, urbains ou ruraux, de langue maternelle néerlandaise ou afrikaans.

## Historique

### Origine des Boers
Les Boers sont les descendants des colons d'origine néerlandaise, allemande et française qui, à partir du XVIIe siècle, vont progressivement occuper la région du cap de Bonne-Espérance.

Le 6 avril 1652, au commandement de cinq navires de la compagnie néerlandaise des Indes orientales (nommés Reijer, Oliphant, Goede Hoop, Walvisch, Dromedaris), le  capitaine Jan van Riebeeck débarque dans la baie de la Table près de la péninsule du Cap de Bonne-Espérance, à la pointe sud-ouest de l'Afrique. C'est avec quatre-vingt-dix pionniers dont seulement huit femmes qu'il fonde Le Cap, la cité-mère de la future République d'Afrique du Sud, alors simple comptoir commercial sur la route des Indes.

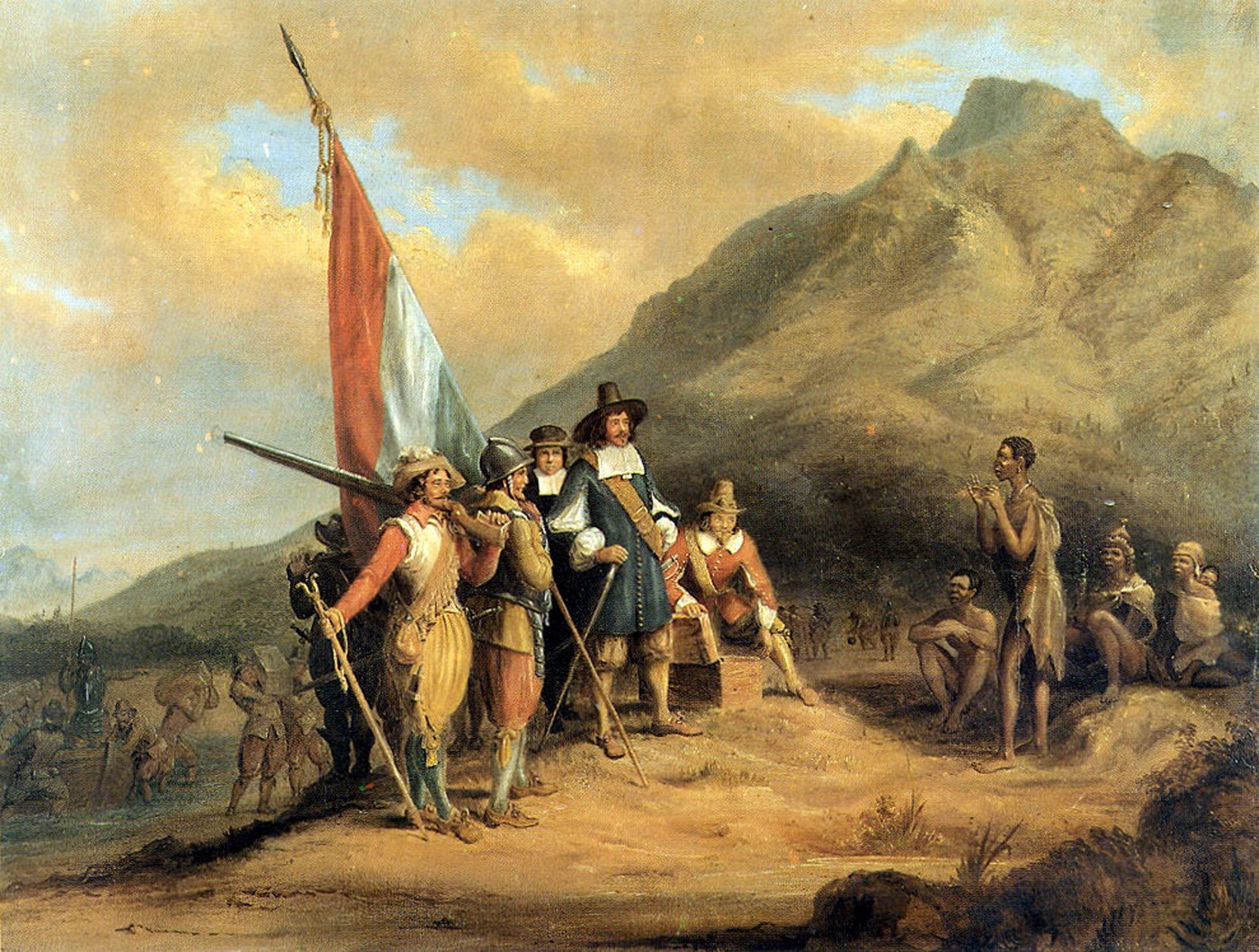
L'arrivée au Cap de Jan van Riebeeck en 1652.

Jan van Riebeeck ne devait pas établir une colonie mais un établissement relais pour les navires en route vers les Indes orientales. Néanmoins, pour augmenter la production agricole de la colonie afin de nourrir la population et assurer le ravitaillement des navires, il recommanda que des colons soient libérés de leurs obligations vis-à-vis de la compagnie et autorisés à s'installer comme fermiers au Cap et à commercer. C'est en février 1657 que la compagnie délivre ainsi ses premières autorisations à neuf (ex-)employés pour s'établir librement le long de la rivière Liesbeek. Ceux-ci vont créer une classe de propriétaires néerlandais de fermiers libres (vrijburgher ou « citoyens libres »), appelés simplement burghers puis plus tard Boers.

### Développement et autonomie des Boers

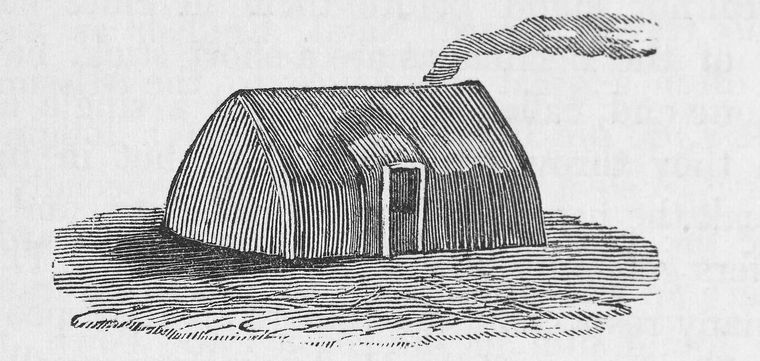
Une Hartebeesthut, maison de boue séchée, habitation des Trekboers dans le Karoo.

La société des Boers se développe d'abord dans le cadre d'une économie agricole, fondée sur la culture de la vigne et du blé et l'élevage. En 1688, 238 huguenots, chassés de France par la révocation de l'édit de Nantes (1685), rejoignent les 800 habitants néerlandais de la colonie du Cap et développent la viticulture sur des terres riches en alluvions, dans la vallée d'Olifantshoek. En 1691, plus d'un quart de la population européenne de la colonie du Cap n'était pas d'origine néerlandaise. Une assimilation culturelle avait eu lieu permettant une adoption généralisée de la culture et de la langue néerlandaises ainsi que la constitution d'une population blanche spécifique parlant l'afrikaans (une évolution du patois de Hollande-Méridionale,).
En 1706, les colons néerlandais expriment pour la première fois leur défiance envers le gouvernement colonial. Le jeune Hendrik Bibault refuse notamment d'obéir aux injonctions d'un juge arguant du fait qu'il n'était plus Néerlandais mais Africain (Afrikaner). La Compagnie décide alors de stopper l'immigration néerlandaise dans la colonie et d'imposer une administration civile, commerciale et fiscale de plus en plus procédurière afin de planifier l'économie locale. Cette politique restrictive encourage malgré elle l'esprit libertarien des colons libres et des paysans néerlandais natifs de la colonie, dorénavant appelés Boers. Ces derniers cherchent alors à échapper au contrôle de la Compagnie et franchissent ses frontières pour s'établir hors de sa juridiction. Ils refoulent les Khoïkhoïs (ou Hottentots) et développent sur les étendues du Karoo une culture originale, fortement imprégnée de calvinisme et isolée des grands courants de pensée qui traversent l’Europe du XVIIIe siècle.

### Ralentissement de l'expansion des Boers

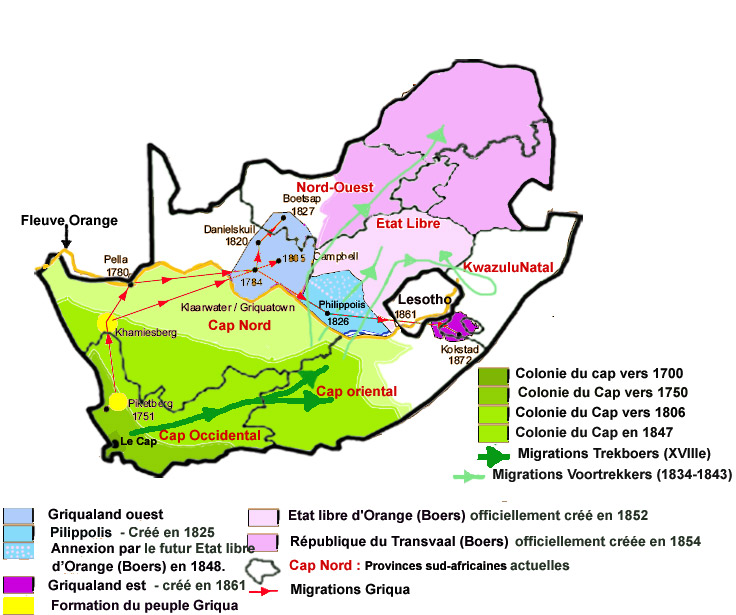
Carte indiquant par des flèches vertes les migrations des Afrikaners entre le XVIIe siècle et le XIXe siècle et en vert les frontières successives de la colonie du Cap.

À partir de 1779, l'expansion des Boers est ralentie par les conflits qui se développent sur la frontière orientale avec les populations de langue bantoue, les Xhosa, obligeant les autorités de la Colonie du Cap à intervenir en annexant de nouveaux districts et en imposant aux Boers de nouvelles frontières (Cafrerie britannique).

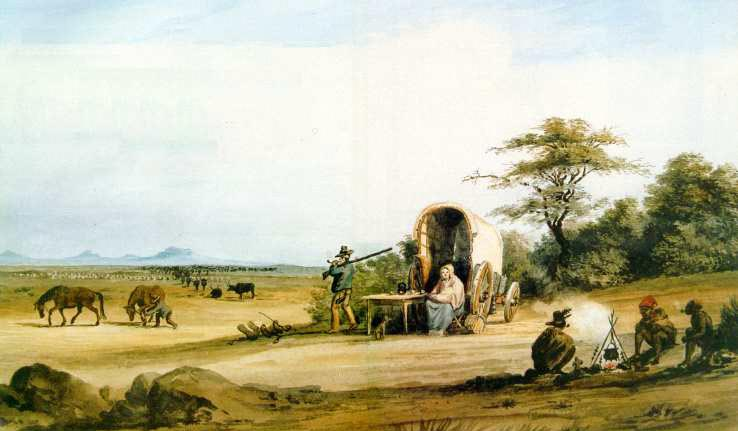
Des Trekboers traversant le désert du Karoo.

En 1795, une révolte boer à Graaff-Reinet contre les autorités coloniales tourne court et en 1806, les Britanniques succèdent aux Néerlandais au gouvernement de la colonie du Cap, avant de l'annexer à la suite de la signature du traité de Paris (1815).
Quand les Britanniques prennent le contrôle définitif de la colonie, celle-ci, d'une superficie de 100 000 km2, est peuplée d'environ 26 720 personnes d'origine européenne, principalement néerlandais mais un peu plus d'un quart d'origine allemande, et environ un sixième descendants de huguenots français,,,. La population de la colonie comprenait également environ 30 000 esclaves bantouphones ou d'origine asiatique, 17 000 Khoïsans ainsi qu'un millier d'hommes libres (anciens esclaves libérés de leur servitude).
Au début du XIXe siècle, se cristallise, dans la mentalité des Boers, la prise de conscience d'un destin commun, favorisée par l'isolement géographique par rapport au pouvoir de la Colonie du Cap, dont certains, les Trekboers, quittent le territoire pour les espaces libre de contrôle britannique au nord et à l'est de la colonie. Une culture spécifique émerge, fondée sur un dialecte, issu du néerlandais : l’afrikaans, une religion (le calvinisme, avec éthique protestante du travail), un territoire (les vastes espaces du Karoo), et surtout l’intime conviction d’appartenir à un groupe privilégié comparable à celui des Hébreux de la Bible, dans le cadre d’une société encore esclavagiste (à la manière de la destinée manifeste nord-américaine).

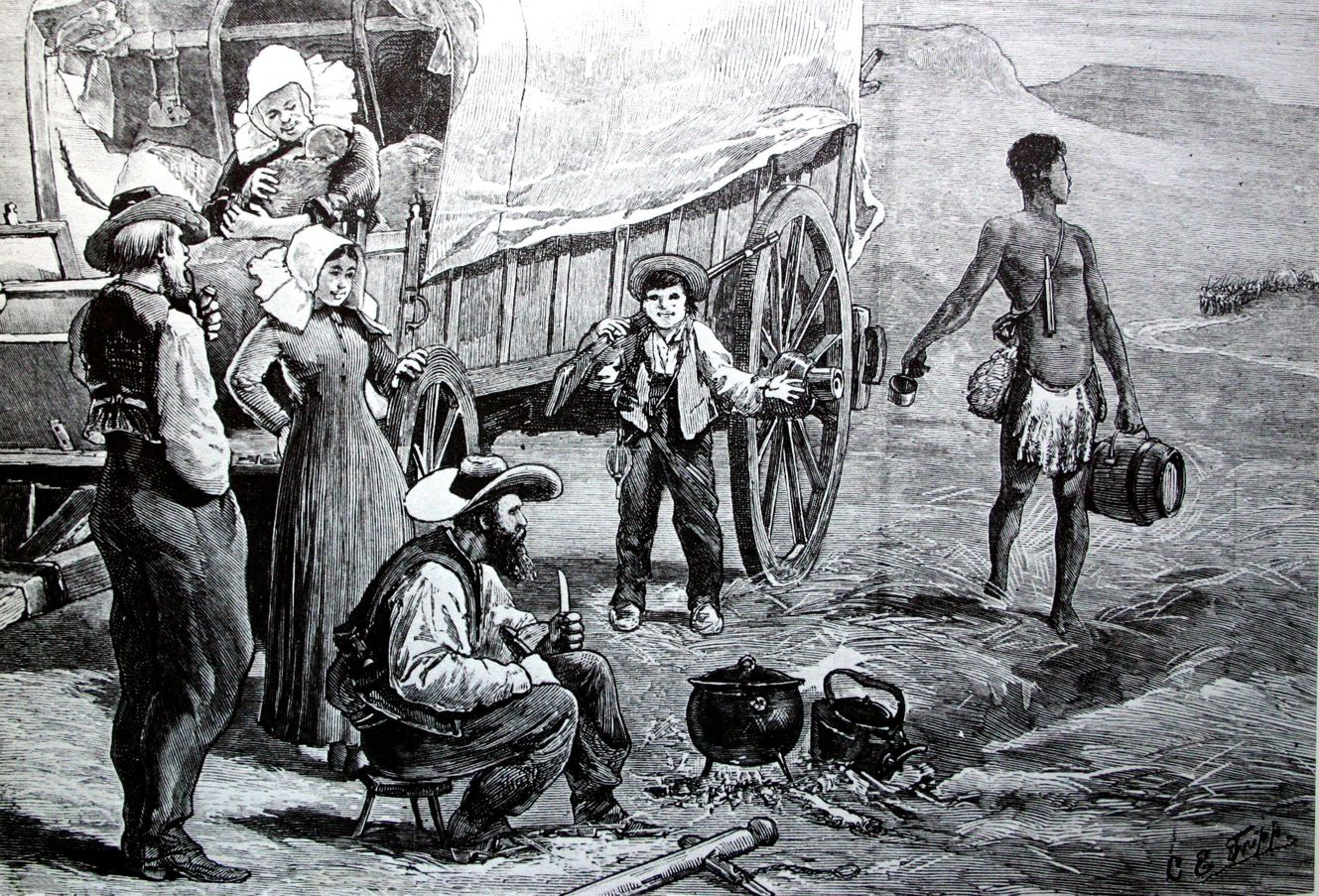
Une famille de Voortrekkers durant le Grand Trek - Gravure de Charles Edwin Fripp (1854-1906).

La communauté afrikaner est néanmoins partagée entre un groupe urbanisé, sensible au prestige culturel des conquérants anglais, et un groupe rural, jaloux de son indépendance et de ses privilèges, et hostile à la nouvelle administration britannique.
Sous l’influence des missions protestantes, les autorités britanniques prennent d'abord des mesures pour protéger les Métis et les Hottentots/Khoïkhoïs, notamment en imposant des contrats de travail ou en facilitant les recours judiciaires des salariés contre leurs employeurs. Un épisode va longtemps marquer les esprits de la communauté afrikaner et alimenter leur acrimonie envers les Britanniques.
En 1815, un jeune boer de l'intérieur, Frederic Bezuidenhout, est tué par un policier hottentot après avoir refusé d'obtempérer à une convocation judiciaire et résisté à son arrestation. Son frère parvint à soulever une soixantaine de fermiers, décidés à venger Frederic Bezuidenhout. Perçus comme des rebelles, ils sont pourchassés et acculés à la reddition. Jugés, cinq d'entre eux sont condamnés à mort et pendus à Slachter's Nek le 9 mars 1816. Quatre le sont d'ailleurs deux fois, la corde ayant rompu sous leur poids.

Le ressentiment des Boers envers les administrateurs britanniques successifs continue de croître dans les années 1820 et au début des années 1830, accrus par la décision des Britanniques de retirer au néerlandais son statut de langue officielle dans les tribunaux et les services gouvernementaux et d'imposer l'anglais comme langue de l'administration et de l'église alors que la plupart des Boers ne parlent pas anglais,.

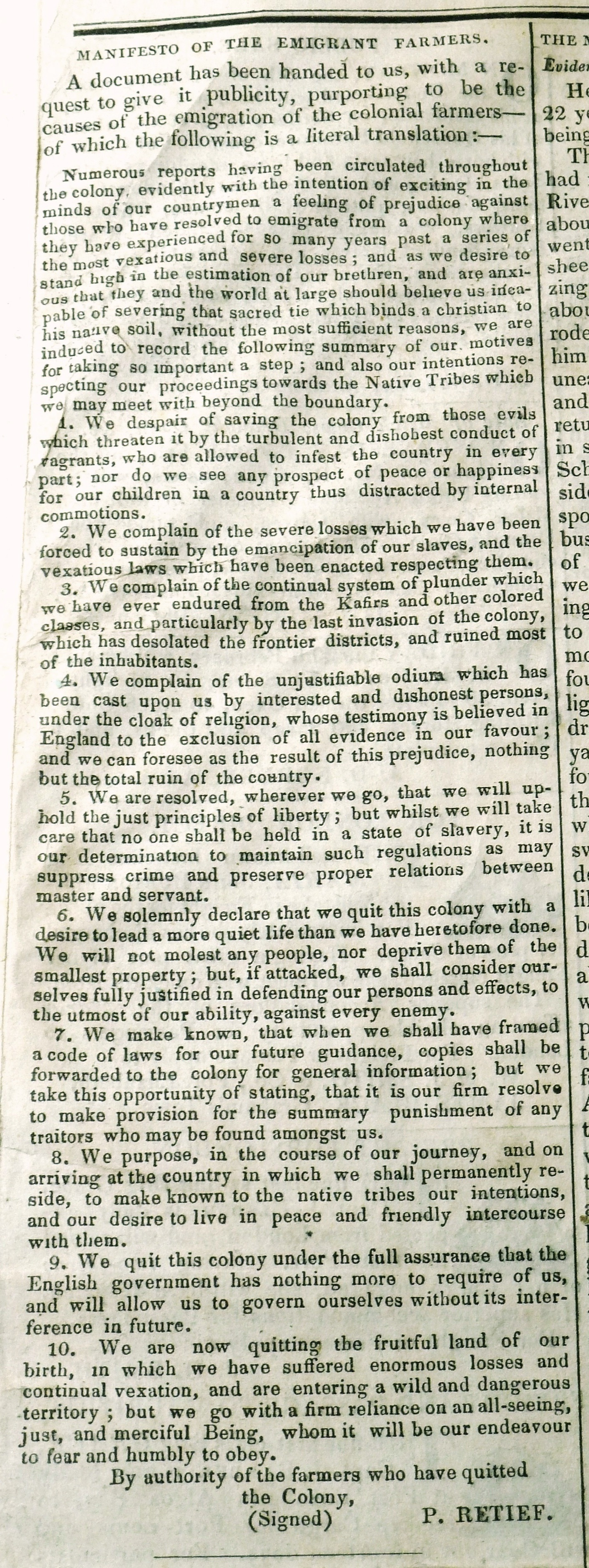
Le manifeste de Piet Retief.

En 1828, le gouverneur du Cap décrète que tous les membres de la population indigène africaine qui n'étaient pas réduits en esclavage auraient désormais les mêmes droits de citoyenneté, en matière de sécurité et de propriété, que les descendants de colons européens,.
En 1834, la décision des autorités britanniques d'abolir l'esclavage dans la colonie est mal vécue par les Boers,.
Le gouvernement britannique offre aux propriétaires d'esclaves un dédommagement qui les oblige cependant de se rendre à Londres pour percevoir leur compensation mais peu des Boers concernés disposent de suffisamment d'argent pour effectuer un tel voyage.
D'autres Boers, qui ne possédaient pas de fermes ou d'esclaves, pratiquaient un mode de vie pastoral semi-nomade (les trekboers). Ils reprochaient aux autorités coloniales de ne pas suffisamment assurer leur sécurité aux frontières orientales de la colonie du Cap, où ils étaient victimes d'attaques, vols, pillages et vagabondages).
Révulsés par le comportement des autorités britanniques et par l'abolition de l'esclavage, vécue surtout comme une humiliation et non comme une spoliation, car beaucoup d'entre eux n'étaient pas opposés systématiquement à une émancipation qu'ils voulaient plus progressive, des milliers de Boers s'organisent alors pour quitter la colonie du Cap pour les mener vers « des territoires inhospitaliers et dangereux » en ne pouvant se reposer que sur « eux-mêmes et sur Dieu ».
Dans les années 1825-1835, des trekboers commencent à migrer hors de la colonie, vers des zones non cartographiées de l'Afrique du Sud, vont vers le Natal et rapportent l'existence de terres fertiles et apparemment vides ou abandonnées.

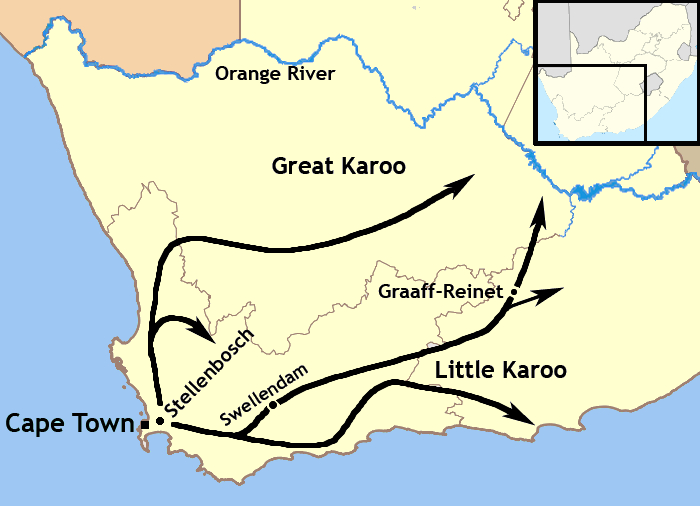
Itinéraire des Trekboers.

La revendication boer d'émancipation se concrétise par un manifeste publié le 2 février 1837 dans The Grahamstown Journal, et écrit par le Boer Piet Retief. Dans ce manifeste, co-signé par 366 personnes, il y exprime les raisons qui le poussent à vouloir fonder, hors de la colonie du Cap, une communauté libre et indépendante. Il énonce ses griefs contre l'autorité britannique, incapable selon lui de fournir la moindre protection aux fermiers et jugée injuste par sa décision d'abolir l'esclavage sans accorder de véritables compensations. Il évoque une terre promise qui serait destinée à la prospérité, à la paix et au bonheur des enfants Boers. Une terre où les Boers seraient enfin libres, où leur gouvernement déciderait de ses propres lois. Il y souligne également que personne ne serait maintenu en esclavage dans ces territoires mais avec maintien des lois destinées à réprimer tout forfait et à préserver des relations convenables entre « maîtres et serviteurs » basées sur les obligations dues par un employé à son employeur. Les nombreux africains qui vont accompagner les Boers dans leur exode vers le Nord vont le faire, dans leur grande majorité, de leur plein gré, la plupart étant d'ailleurs souvent nés sur les fermes des Boers et ont toute leur vie vécu à leurs côtés ou à leur service.

### Le Grand Trek des Voortrekkers

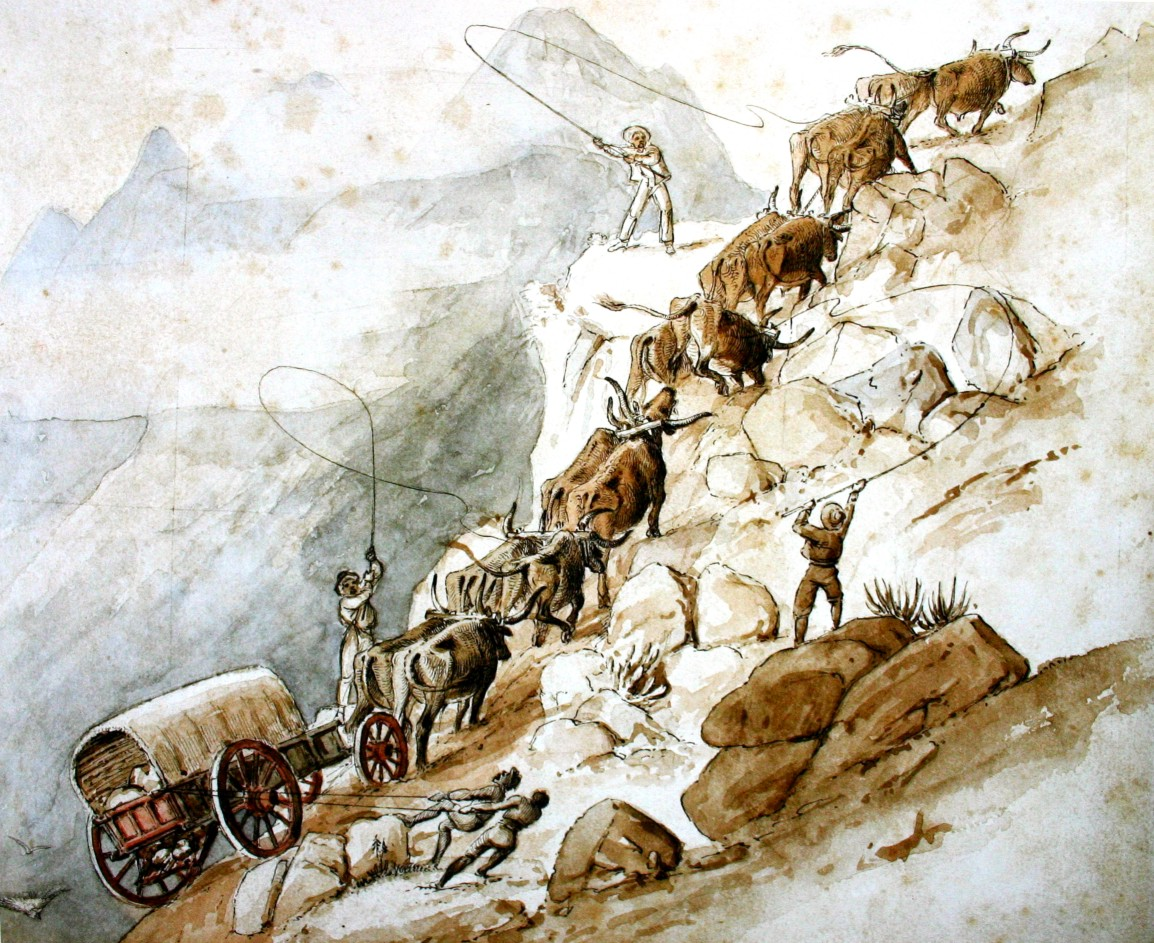
« Le passage des monts Outeniqua en chars à bœufs » (1840) - Peinture de Charles Collier Michell (1793-1851)

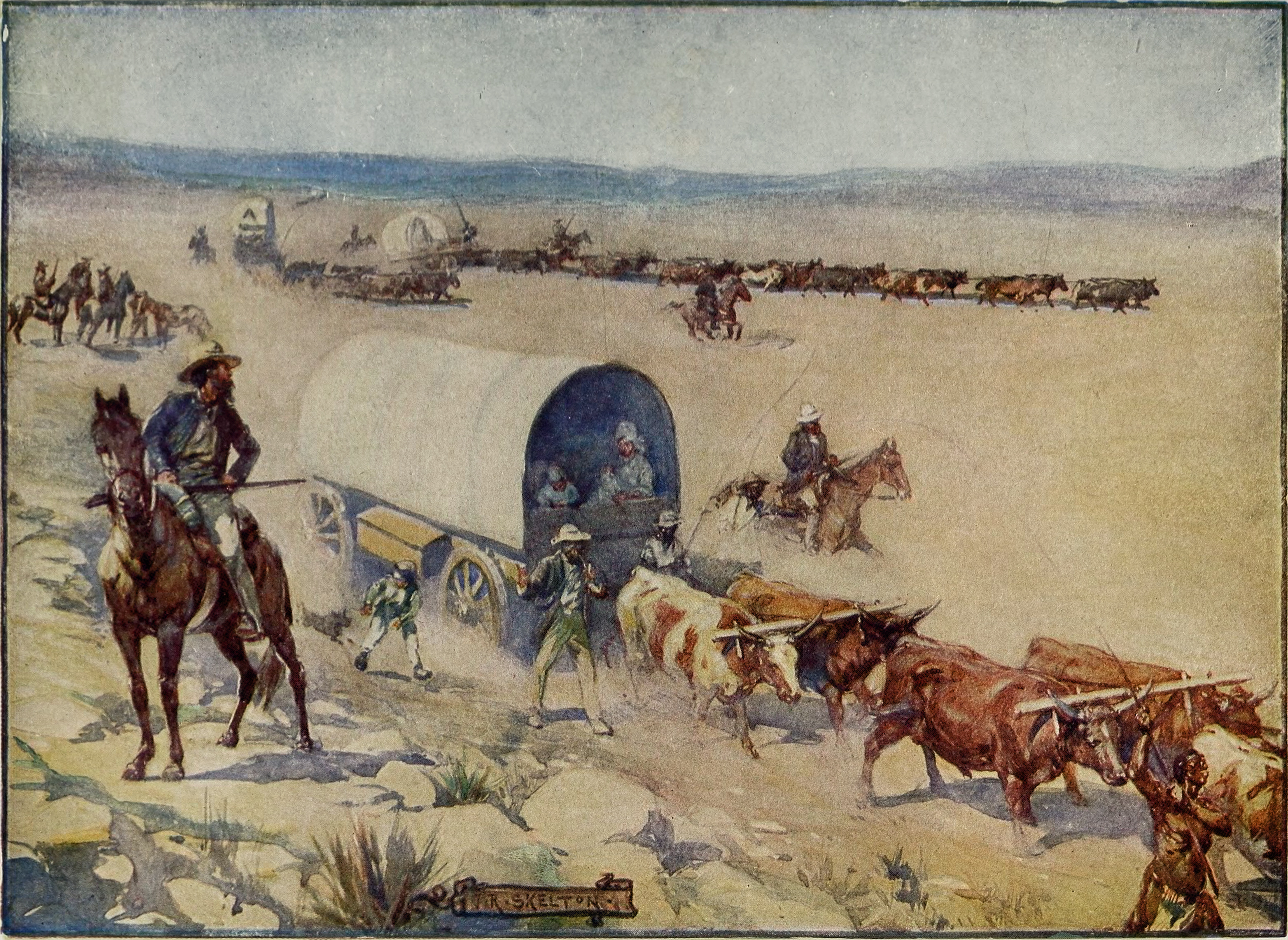
Les Voortrekkers - illustration de J.S. Skelton (1909)

De 1835 à la fin des années 1840, près de 15 000 Boers quittent la colonie du Cap, soit un dixième de la population afrikaner.
En 5 ans, de 1835 à 1840, à l'apogée du grand Trek, ce sont 6 000 Boers qui s'aventurent hors de la colonie du Cap (soit 20 % de la population totale de la colonie).
Globalement, ceux que l'on va désigner spécifiquement plus tard sous le nom de Voortrekkers (ceux qui vont de l'avant) ne sont qu'une minorité de Boers.
Les membres de la communauté néerlandaise du Cap, en grande partie urbanisés et aisés, n'ont pas participé au Grand Trek. Ils se sont en partie assimilés culturellement et économiquement à l'administration britannique ce qui est moins le cas des Boers vivant en zone rurale.
Deux premiers groupes de Voortrekkers, dirigés par Louis Tregardt et Hans van Rensburg, partent et font route commune à partir de juillet 1835 et traversent le Vaal à Robert's Drift en janvier 1836. Un autre groupe dirigé par Hendrik Potgieter quitte la région de Tarka à la fin de 1835 ou au début de 1836. Celui dirigé par Gerrit Maritz quitte Graaff-Reinet en septembre 1836. La plupart de ces Boers souhaitent rallier des pâturages accessibles par la mer.

Drapeau voortrekker

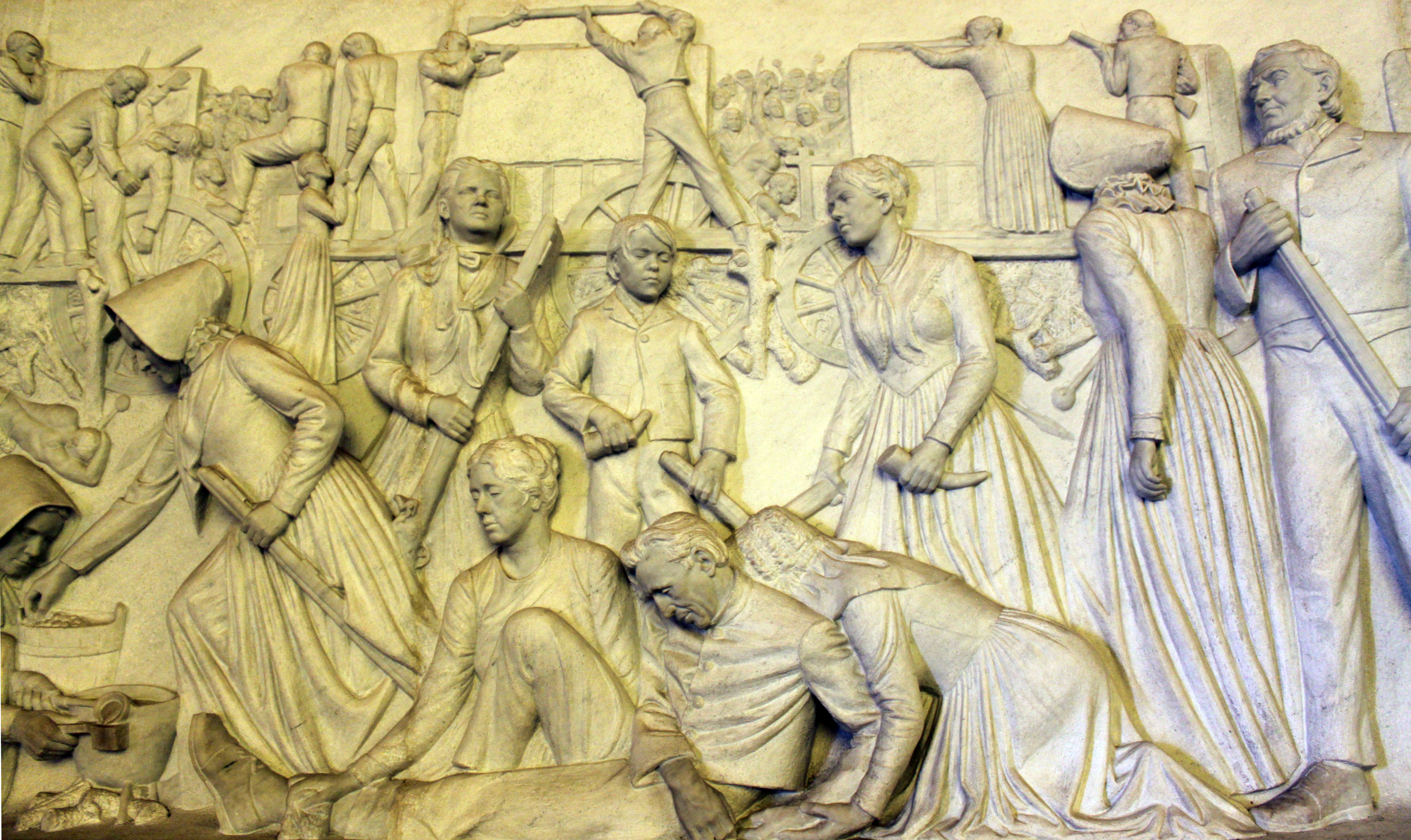
Frise du Voortrekker Monument de Pretoria représentant les Boers assiégés et retranchés dans leur laager lors de la bataille de Vegkop

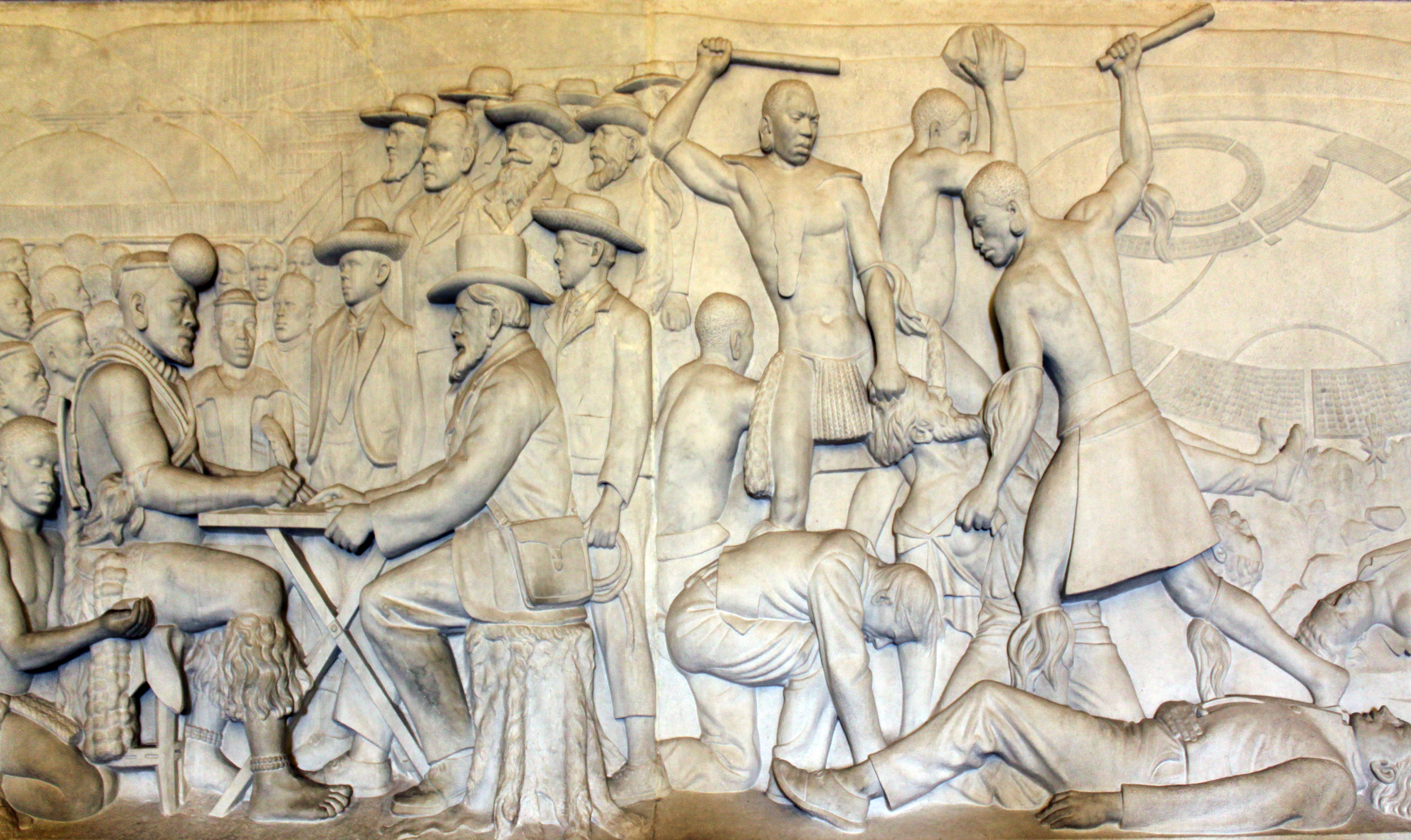
Frise du Voortrekker Monument représentant la signature du traité entre Piet Retief et le roi Dingane puis le massacre de Retief et de ses 70 compagnons sur ordre de Dingane

Partis à bord de leurs chars à bœufs vers des territoires inconnus, l'objectif des Voortrekkers est d'y créer une république indépendante pour y vivre libres à la manière des trekboers (paysans-voyageurs, ainsi appelés pour avoir quitté la région pour se diriger vers le nord en emportant avec eux tous leurs biens) du XVIIIe siècle. Les territoires qu'ils traversent ou atteignent ne sont cependant pas toujours vides d'habitants, même si dans les années 1820 les armées de Shaka, roi des Zoulous, ont décimé ou poussé à l'exode vers le nord plusieurs dizaines de milliers de tribus. La plupart des pionniers Boers se heurtent aux Ndébélés (bataille de Vegkop en 1836) et surtout aux Zoulous alors que d'autres comme Louis Tregardt, partis très au nord du pays, succombent à la malaria, ou sont anéantis lors de confrontations avec des tribus locales (groupe de van Rensburg à Inhambane).
Le groupe de voortrekkers, dirigé par Hendrik Potgieter, s'installe d'abord dans la région de Thaba Nchu, non sans avoir préalablement conclu des accords de paix avec les tribaux locaux. Ils sont rejoints par le groupe de Gerrit Maritz et forment le premier gouvernement voortrekker.
L'attaque par un groupe de Ndébélés du groupe de Potgieter, tuant six hommes, deux femmes et six enfants, met fin à la coexistence pacifique entre les Boers et certaines tribus africaines. Le 20 octobre 1836, Potgieter et 35 de ses voortrekkers, retranchés en fort de chariots (laager), repoussent au prix de deux tués un assaut de  près de 5 000 guerriers Ndébélés à la bataille de Vegkop puis, à partir de janvier 1837, ripostent par des raids punitifs, avec l'aide de leurs alliés Barolongs, repoussant vers le nord, le chef Mzilikazi et ses partisans qui trouvent refuge au delà du fleuve Limpopo.
Au printemps 1837, cinq à six grandes colonies de Voortrekkers, composées de 2 000 personnes environ, se sont établies entre le fleuve Orange et le fleuve Vaal sur un territoire usuellement appelé Trans-Orange.
À l'hiver 1837, la majorité des voortrekkers de Trans-Orange, à l'instar de Retief, Maritz et Piet Uys décident de franchir le Grand Escarpement africain pour rejoindre le Natal. Après avoir rencontré une première fois le roi Zoulou Dingane kaSenzangakhona pour négocier un traité foncier, le groupe de voortrekker de Retief s'installe en janvier 1838 dans la région de la Tugela.

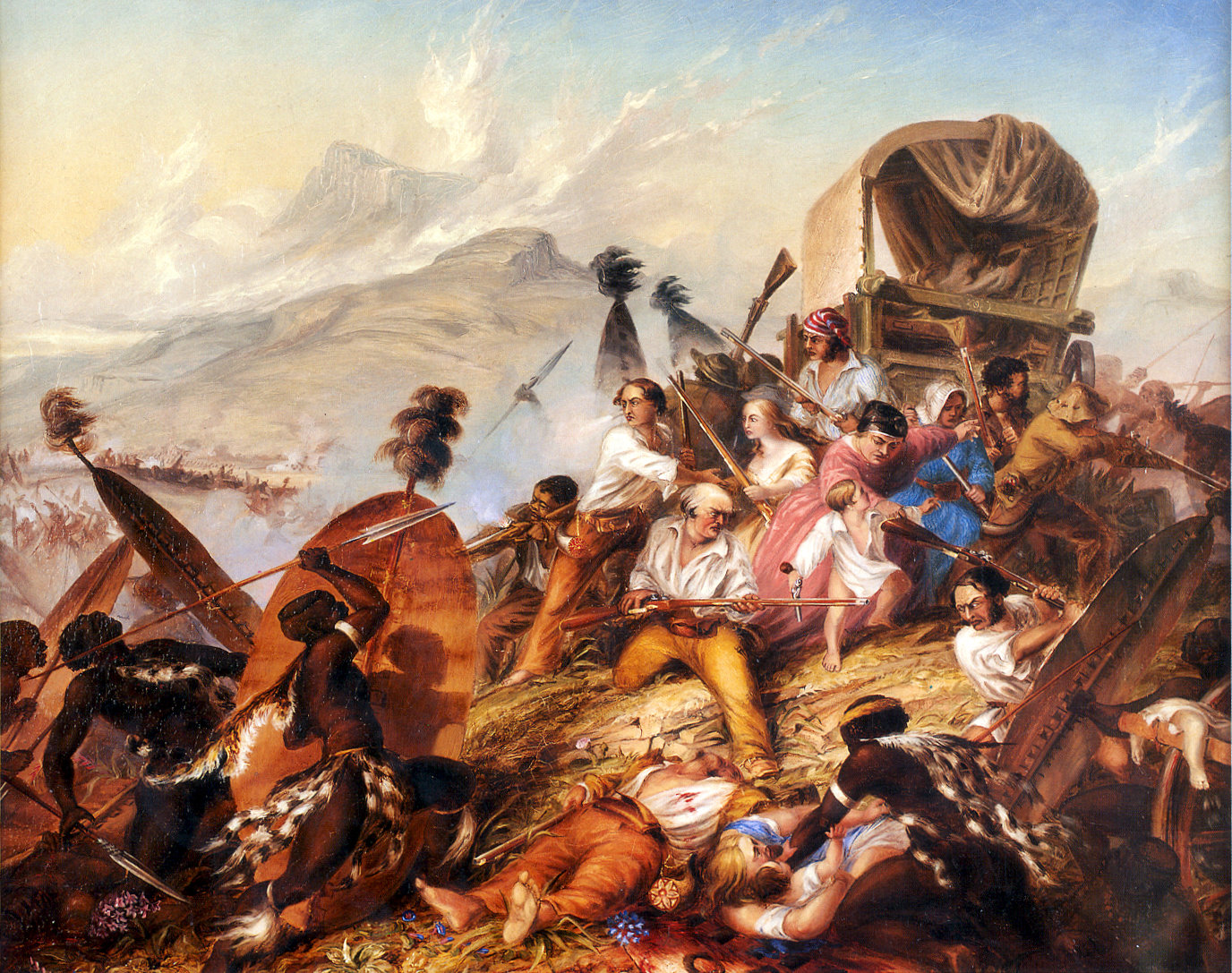
Massacre de Weenen - illustration par Charles Bell

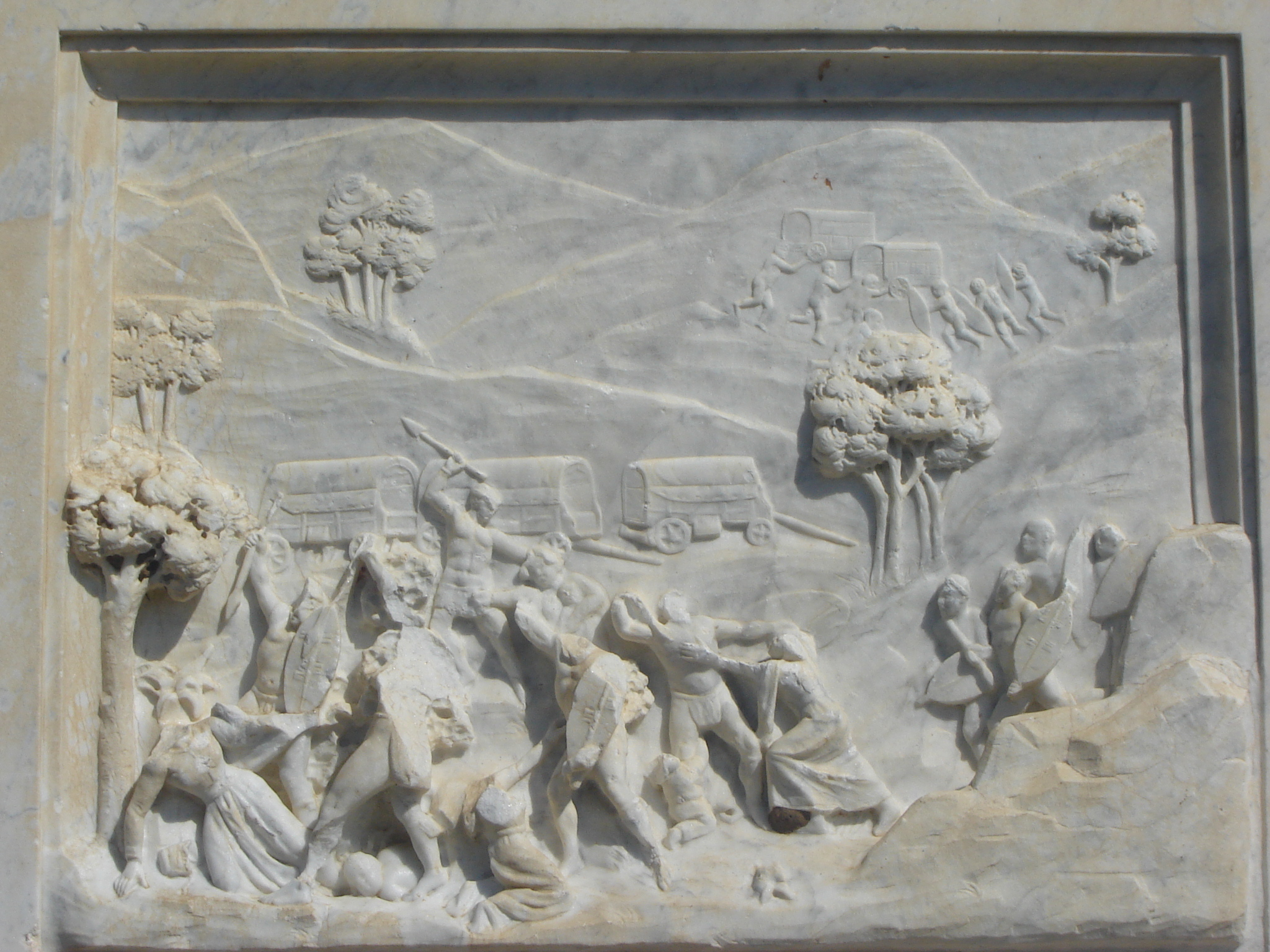
Relief représentant le massacre de familles de voortrekkers par les Zoulous à Blaauwkrans en 1838.

Le 6 février 1838, Retief et ses hommes acceptent d'être désarmés pour participer au banquet au cours duquel le roi Dingane signe l'acte de cession de la région de Tugela-Umzimvubu, puis ordonne à ses impis de tuer Retief et ses hommes,.
Il ordonne ensuite à ses 7 000 impis d'attaquer les campements Voortrekkers dans les contreforts du Drakensberg, tuant 41 hommes, 56 femmes et 185 enfants, anéantissant la moitié du contingent de Voortrekkers au Natal, ainsi que 250 à 252 Khoikhois et Basothos qui accompagnaient les Voortrekkers.
Soutenus par des renforts, les Voortrekkers ripostent, mais sont vaincus à la bataille d'Italeni, au sud-ouest de uMgungundlovu, du fait notable d'une mauvaise coordination des forces boers très indisciplinées.
En novembre 1838, Andries Pretorius arrive en renfort avec un commando de 60 hommes armés et de deux canons. Quelques jours plus tard, le 16 décembre 1838, une force composée de 468 voortrekkers, 3 Britanniques et de 60 alliés noirs combattent environ 12 000 guerriers zoulous à la bataille de Blood River, fondement historique de la nation Afrikaner. Les zoulous y laissent 3 000 guerriers contre 3 blessés côté voortrekkers.
La victoire de Pretorius et le ralliement de Mpande kaSenzangakhona aux Voortrekkers permet aux Boers de se fixer au Natal, où il fonde la république de Natalia sur un vaste territoire qui s'étend au sud de la rivière Tugela et jusqu'à la région de Winburg-Potchefstroom, à l'ouest du Drakensberg .

### La république deNatalia

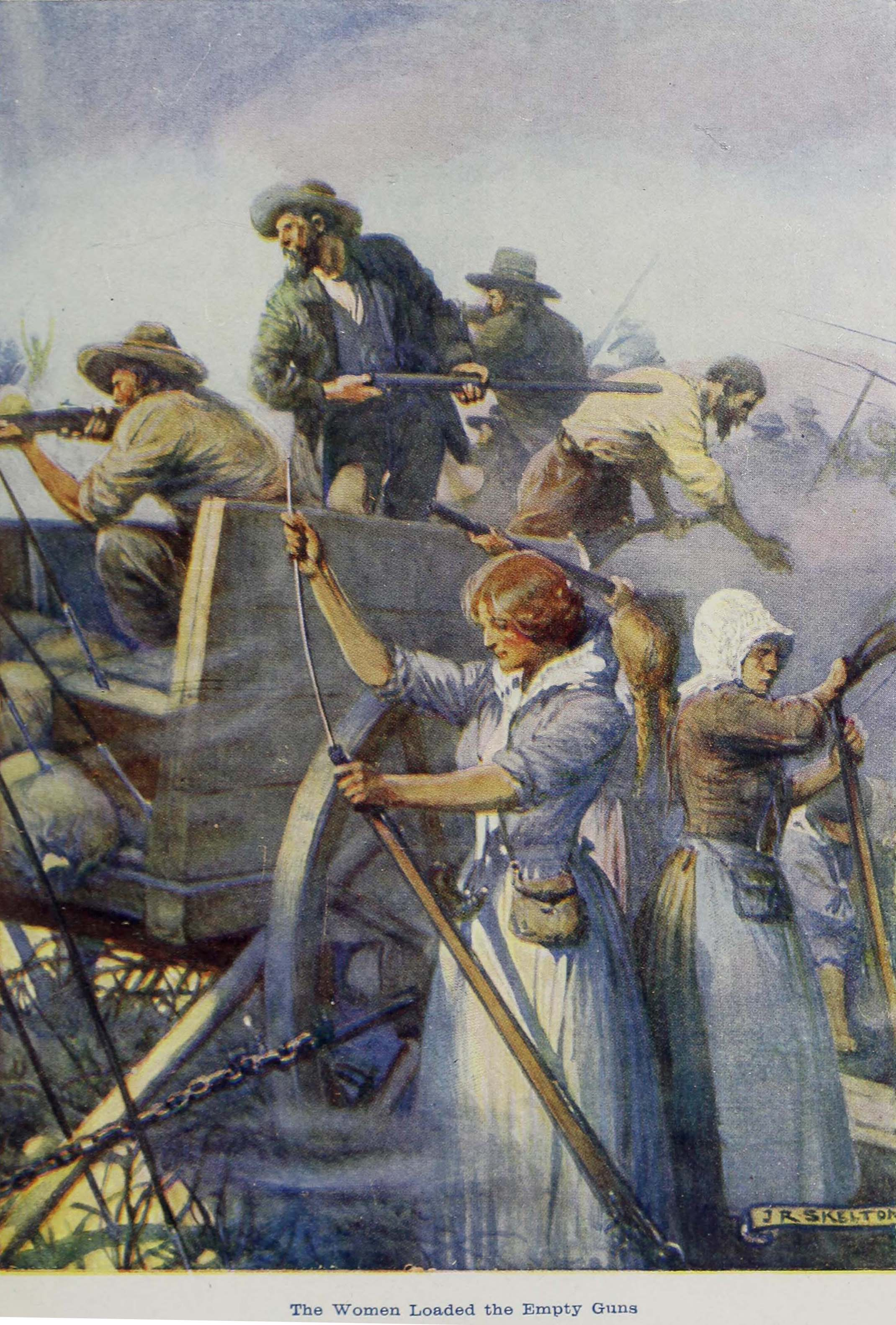
Gravure (1909) représentant les femmes boers rechargeant les fusils derrière les chariots en laager.

Après la défaite des forces zouloues et la récupération du traité signé entre Dingane et Retief retrouvé sur les restes du corps de ce dernier, les Voortrekkers proclament la République de Natalia. Il s'agit alors de la première république établie en Afrique du Sud. Elle compte 6 000 habitants.
L'objectif prioritaire des responsables de la république est d'abord d'obtenir la reconnaissance officielle de la Grande-Bretagne en tant qu’État indépendant or, à la suite de la bataille de Congella, celle-ci s'y refuse et annexe le territoire au sud de la rivière Tugela (juillet 1842) pour en faire un district de la colonie du Cap. La plupart des Boers du Natal sont outrés par cette décision et certains, surtout ceux des régions les plus éloignées, les voortrekkers les plus pauvres et les plus illettrés, ainsi que les femmes boers, souhaitent poursuivre avec véhémence les hostilités contre les Britanniques.
Ainsi, Susanna Smit s'exclame-t-elle que les femmes boers préfèreront « traverser à pieds le Drakensberg pieds nus pour mourir libres, car la mort est plus douce que la perte de leur liberté ».
L'annexion définitive du Natal par les Britanniques est entérinée en aout 1843 et ses frontières fixées entre le  Drakensberg et le fleuve Tugela. Quelque cinq cents familles voortrekkers de la région entament alors un nouveau voyage, traversent de nouveau le Grand Escarpement africain au Drakensberg et retournent dans le Haut-Veld.

### La fondation des républiques boers entre l'Orange et le Limpopo

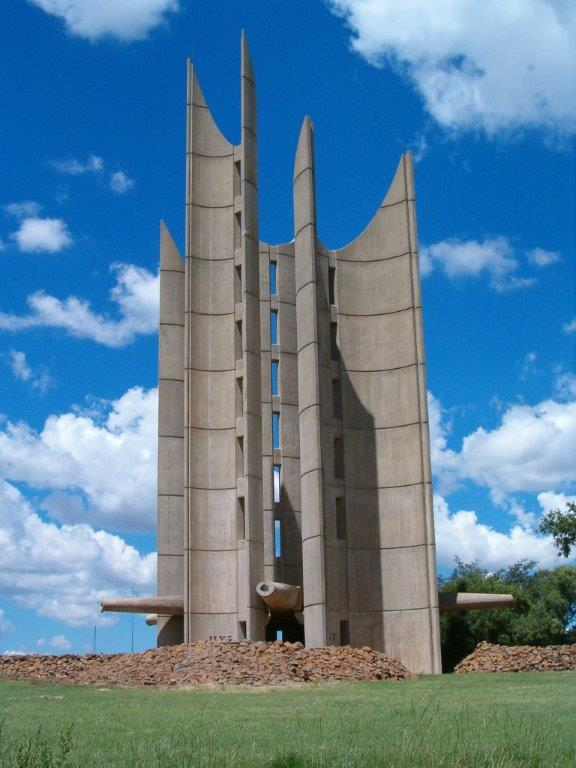
Monument aux Voortrekkers à Winburg

Après l'annexion de Natal, les Trekkers placent leurs espoirs de fonder leur république indépendante dans l'ouest du Drakensberg entre les fleuves Orange et Limpopo.
La zone entre les fleuves Orange et Vaal était connue sous le nom de Trans-Orange (ou Transoragnia) et la zone entre les fleuves Vaal et Limpopo usuellement désignée sous le nom de Transvaal. La population hétérogène du Trans-Orange, composée de Boers, de Gricquas et de Basothos, limitrophe de la colonie du Cap, a progressivement amené les Britanniques à intervenir dans la région. Le Transorange a été annexé par les Britanniques en 1848 en tant que souveraineté de la rivière Orange mais ils se sont retrouvés dans l'incapacité de maintenir l'ordre, non seulement face aux Boers mécontents mais aussi face aux Basothos. En raison des couts humains et financiers de la huitième guerre cafre (1850-1853), les Britanniques décident de laisser la Trans-Orange aux Boers afin d'en faire un état tampon entre la colonie du Cap et les territoires tribaux.
Par ailleurs, Hendrik Potgieter a entrepris d'explorer le Transvaal pour y établir des colonies de peuplement. Il y fonde Potchefstroom puis Andries-Ohrigstad à proximité d'une voie commerciale menant vers la baie de Delagoa. En 1848, son rival, Andries Pretorius, s'installe également dans le sud-ouest du Transvaal avec pour objectif d'unir tous les groupes voortrekkers disséminés dans le Transvaal sous l'autorité d'un Volksraad afin de demander et d'obtenir la reconnaissance britannique de leur indépendance.

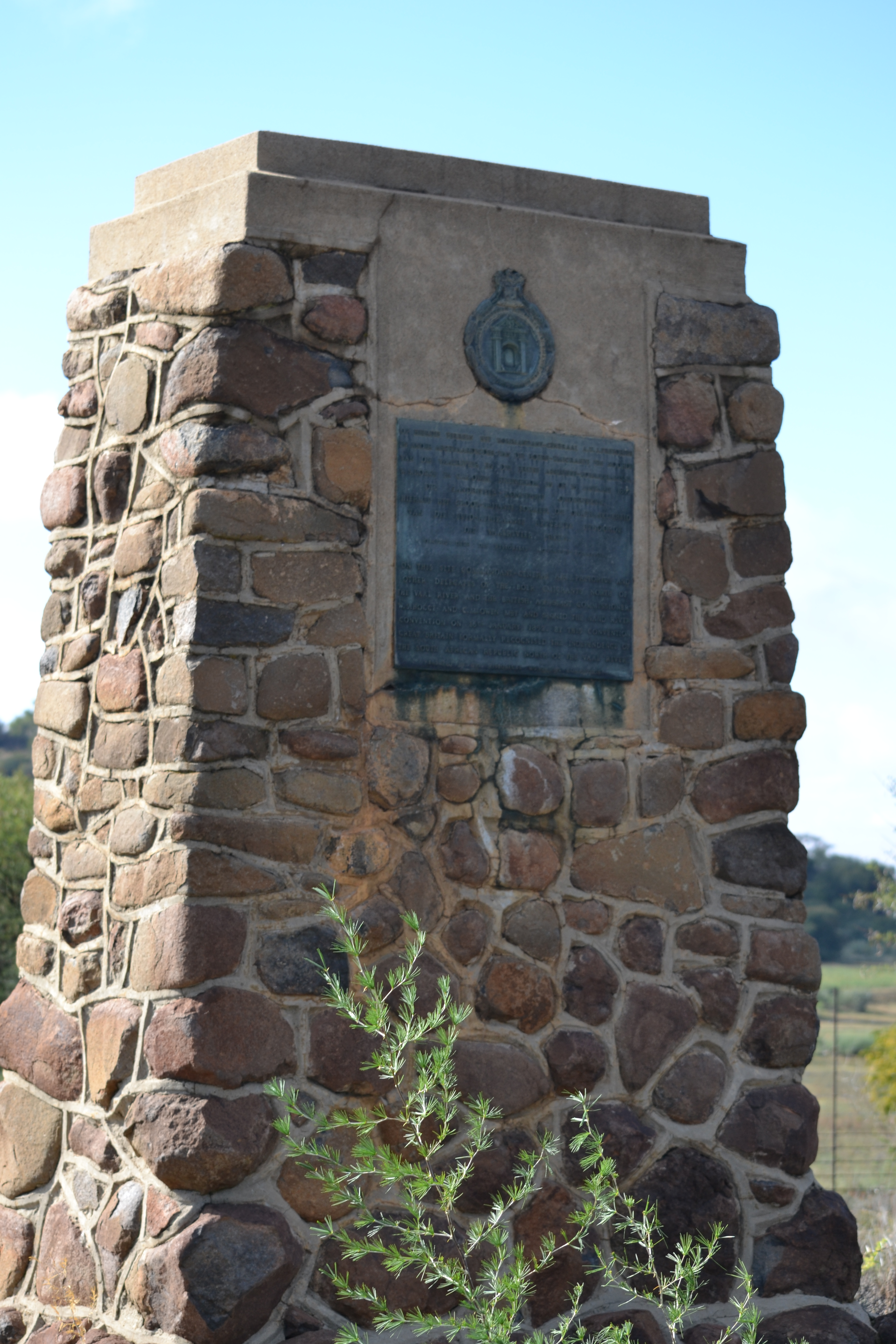
Mémorial au traité de Sand River

Le 17 janvier 1852, les Britanniques reconnaissent par la convention de Sand River l'indépendance du Transvaal. qui en septembre 1853, adopte le nom De Zuid-Afrikaansche Republiek (ZAR ou République sud-africaine). Du fait de son éloignement des autorités anglaises, la nouvelle république allait connaitre sur son territoire une forte affluence de Boers originaires notamment de la colonie du Cap, alors même que la région contenait les plus fortes concentrations de populations indigènes d'Afrique du Sud. Cette affluence allait permettre la création de nombreuses fermes dans des régions parfois peu voire inoccupées permettant aux Boers de se sentir plus forts face aux populations autochtones, tout en exigeant in fine le recrutement d'une importante main-d’œuvre disponible dans les territoires tribaux.
Le 30 janvier 1854, une proclamation royale officialise cette fois le renoncement britannique à toute autorité sur la Souveraineté de la rivière Orange. Le 23 février 1854, la convention de Bloemfontein reconnaît l'indépendance de la région située entre les fleuves Orange, Vaal et le Drakensberg, qui devient l'État libre d'Orange.
La reconnaissance des deux républiques boers met ainsi fin à l'épopée du Grand Trek, commencé 20 ans plus tôt.

Ces républiques vont rester rurales et économiquement rétrogrades jusqu’aux découvertes minières (diamants en 1867, or en 1886) au cœur du Transvaal, où va s’élever la métropole de Johannesburg.

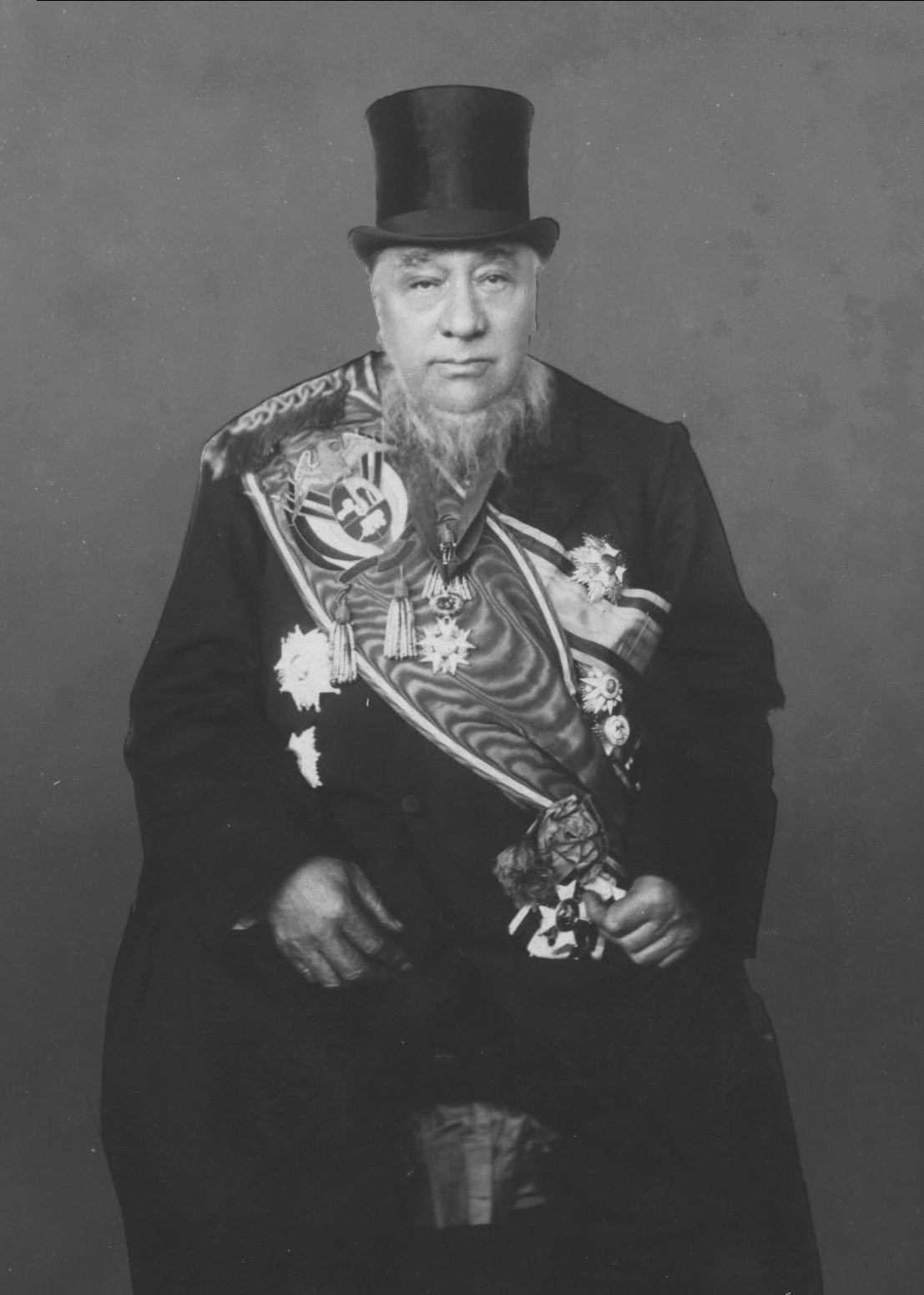
Paul Kruger, président du Transvaal, icône boer et internationale de la résistance à l'impérialisme britannique.

En 1875, un groupe d'enseignants et de pasteurs de l'église réformée hollandaise forment à Paarl dans la colonie du Cap un mouvement de revendication culturel, Die Genootskap van Regte Afrikaners (l'« Association des vrais Afrikaners »), dont l'objectif est de défendre et d'imposer l'afrikaans au côté de l'anglais comme langue officielle de la colonie. Il s'agit pour eux de donner à la langue parlée par les Boers ses lettres de noblesse et d'en faire un véritable outil de communication écrite.
En 1876, c'est à cette fin que le mouvement dirigé par l'écrivain et journaliste Stephanus Jacobus du Toit, lance une revue en afrikaans, Die Afrikaanse Patriot, afin d'éveiller la conscience nationale des Boers et des locuteurs de langue afrikaans et les libérer de leur complexe d'infériorité culturelle face aux Anglais. Dès lors, la défense de la langue se confond avec celle de l'identité afrikaans.
En 1877, S.J. du Toit publie le premier livre d'histoire des Boers/Afrikaners écrit qui plus est en afrikaans, Die Geskiedenis van ons Land in die Taal van ons Volk (L'histoire de notre pays dans la langue de son peuple) qui s'apparente à un manifeste politique des Afrikaners, empreint de mysticisme. Il relate la lutte d'un petit peuple élu pour rester fidèle au dessein de Dieu, de la révolte de 1795 aux exécutions de Slagter's Neck en 1815, du Grand Trek de 1836 identifié à l'exode d'Égypte au meurtre de Piet Retief et au triomphe de Blood River.
Le 26 juillet 1882 est créée la petite et éphémère république du Stellaland.

### Transformation économique des territoires Boers

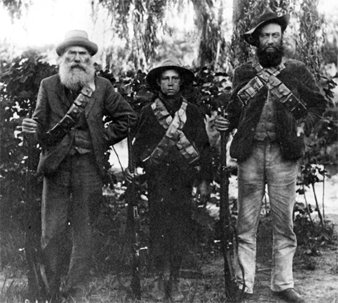
3 générations de Boers en 1899 durant la seconde guerre des Boers.

En avril 1877, le Transvaal, en situation de banqueroute, est annexé par la Grande-Bretagne avant de recouvrer, à la suite de la première guerre des Boers (1880-1881), son indépendance pleine et entière (1884).
À la fin des années 1880, le Transvaal entre brutalement dans l'ère du capitalisme industriel à la suite de la découverte de gigantesques gisements d'or dans le Witwatersrand. Des dizaines de milliers d'aventuriers et de prospecteurs, venant en majorité de Grande-Bretagne, affluèrent vers la région au grand dam des paysans boers et du président du Transvaal, Paul Kruger.

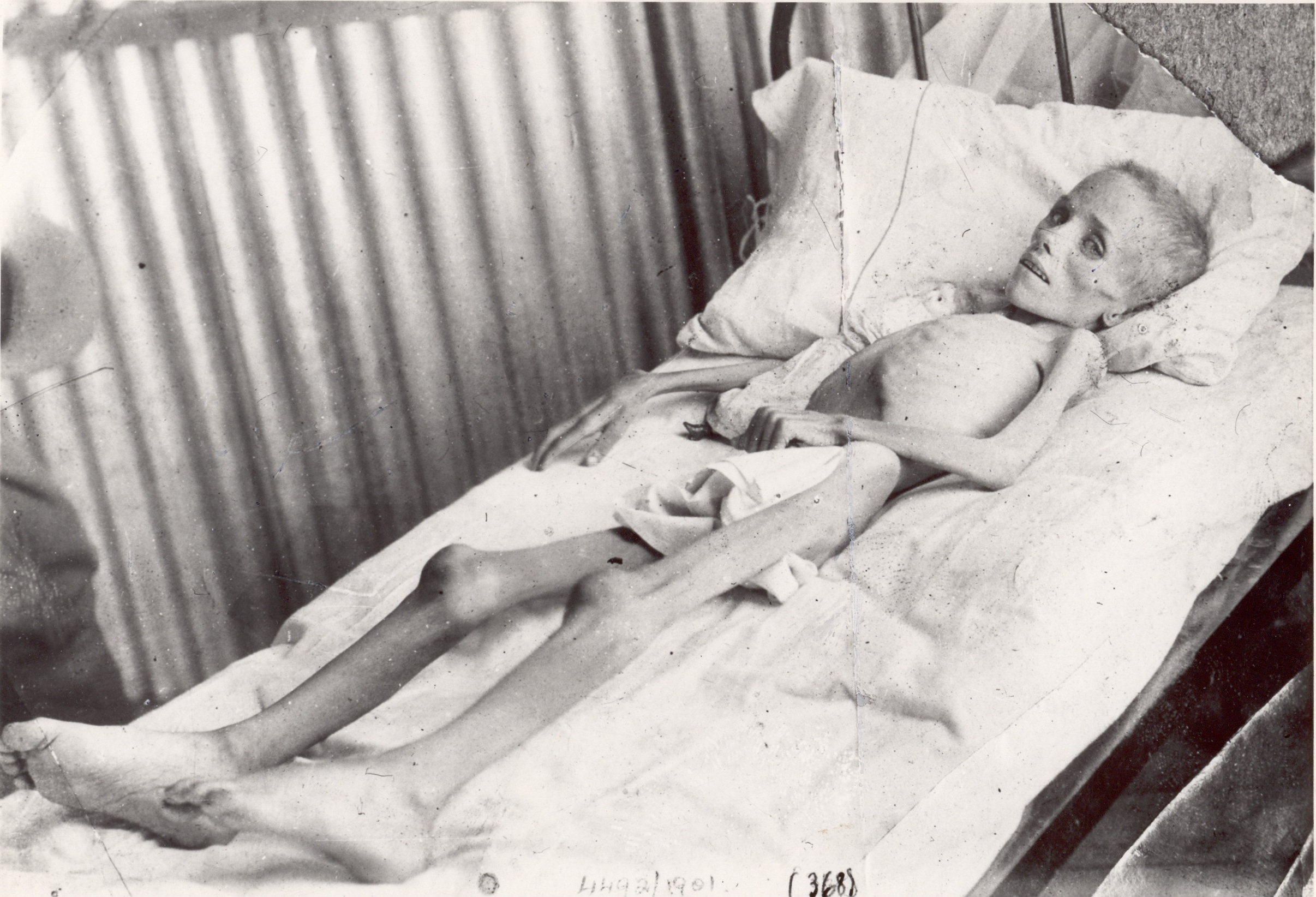
Lizzie van Zyl, enfant boer internée et morte dans le camp de concentration britannique de Bloemfontein durant la guerre des Boers.

Ces uitlanders (étrangers) dépassèrent rapidement en nombre les Boers sur le gisement central du Witwatersrand, tout en restant minoritaires sur l'ensemble du territoire de la république du Transvaal. Le gouvernement de Paul Kruger, agacé par leur présence, leur refusa le droit de vote et taxa lourdement l'industrie aurifère. Désireuses d'accaparer les gisements d'or autant que d'unifier toute l'Afrique du Sud sous l'Union Jack, les autorités britanniques du Cap sous l'égide de Cecil Rhodes provoquèrent une série d'incidents qui aboutirent en 1899 au déclenchement de la seconde guerre des Boers.

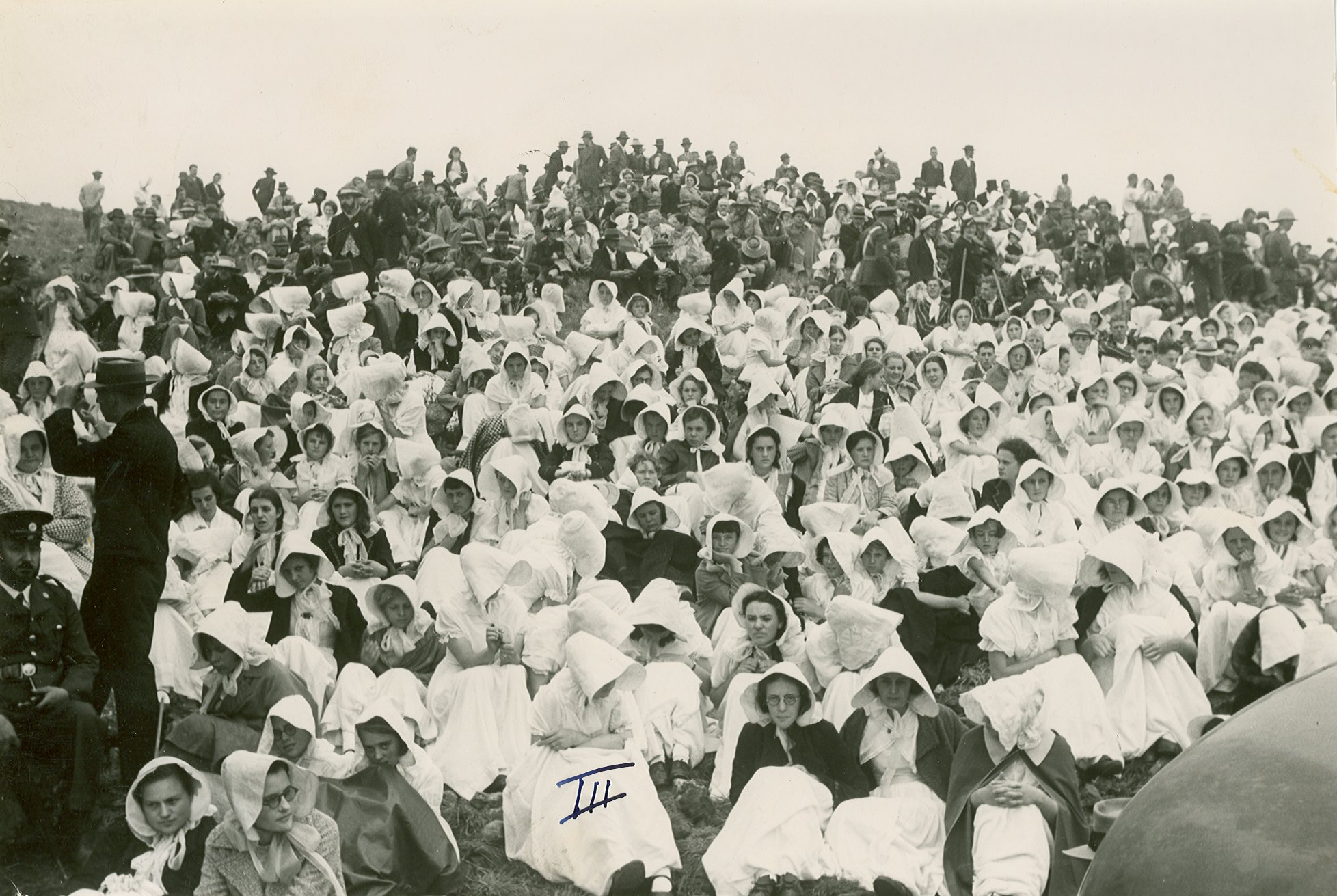
Femmes boers en costume traditionnel durant les cérémonies du centenaire du Grand Trek en 1938.

Après des combats acharnés, le conflit se solde par la victoire du Royaume-Uni, par l'internement de 120 000 civils boers (femmes, enfants et vieillards boers et zoulous entassés dans des camps où les conditions sanitaires et de détention étaient inhumaines, conduisant à un taux de mortalité élevé) et la mort de plus de 27 927 d'entre eux (dont 22 074 enfants de moins de 16 ans) dans 45 camps de concentration construits par les troupes britanniques et cogérés par les Britanniques et les Canadiens. Cette importante mortalité touchant 10 % de l'ensemble de la population afrikaner était la conséquence non seulement de maladies contagieuses telles la rougeole, la fièvre typhoïde et la dysenterie mais aussi d'un manque de matériel et de fournitures médicales,.

### Adaptation des Boers au sein de l'Afrique du Sud
Cet épisode de l'histoire afrikaner qui marque la dissolution des républiques boers solidifie le ressentiment anti-britannique, le républicanisme, et renforce le mouvement identitaire des Afrikaners qu'il marque tout au long du XXe siècle. Vaincus militairement, les Afrikaners vont devoir s'adapter pour survivre en tant qu'entité distincte au sein d'un état moderne, industriel et urbanisé. Si certains renoncent à leur identité culturelle, donnant naissance aux anglo-afrikaners, d'autres vont chercher à préserver leur spécificité culturelle sur fond d'esprit de réconciliation entre les ennemis d'hier. Ils vont dès lors entamer une lente reconquête du pouvoir politique afin de garantir la pérennité de leurs droits historiques, linguistiques et culturels sur l'Afrique du Sud.

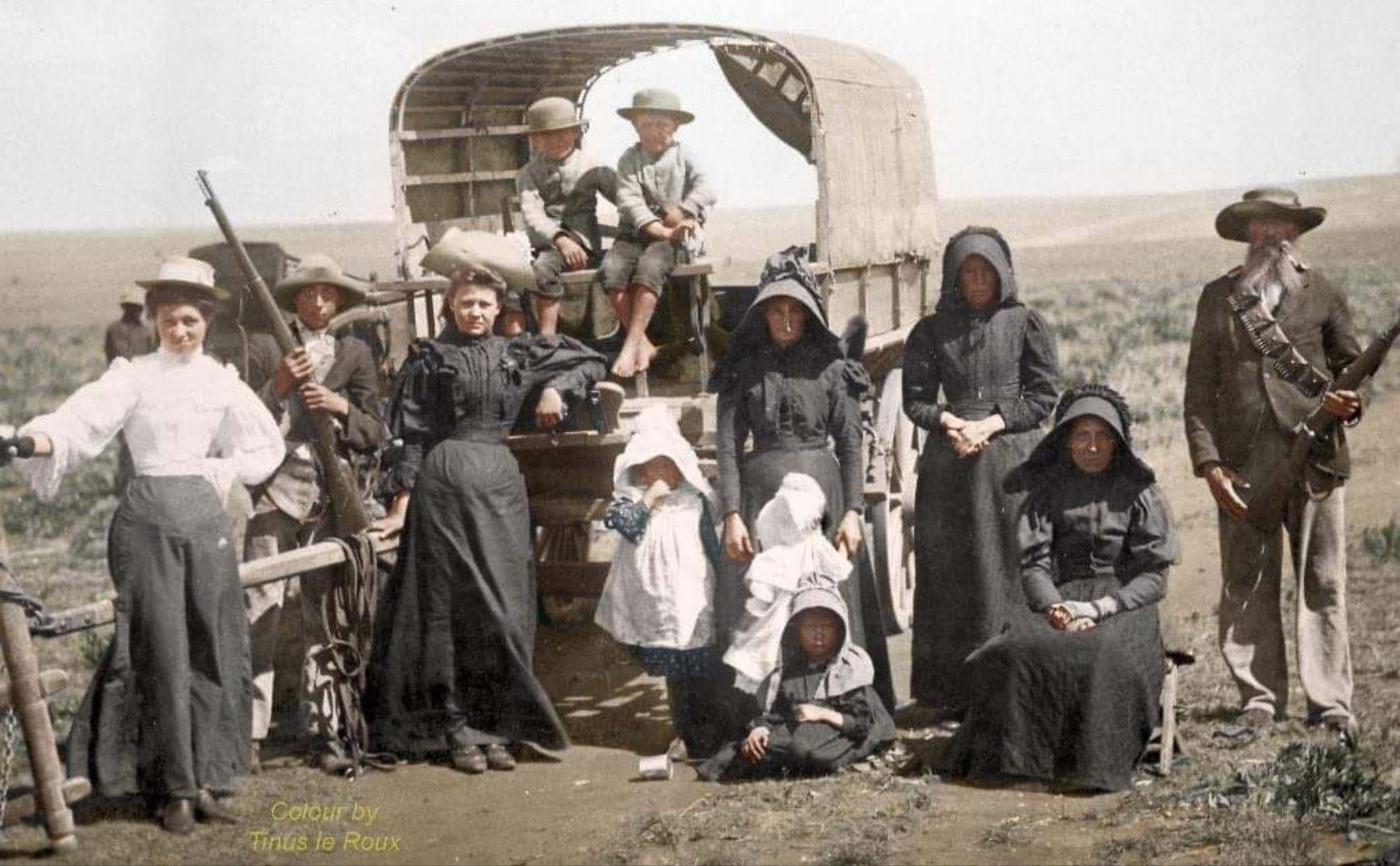
Une famille boer vers 1900.

En 1910, l’Union sud-africaine est proclamée et devient dominion de la Couronne. Louis Botha, un ancien général boer, est le premier chef de gouvernement sud-africain.
En 1914, au début de la Première Guerre mondiale, refusant de combattre aux côtés des Britanniques contre l'Empire allemand, une rébellion d'anciens combattants boers est menée par Manie Maritz et Christiaan de Wet contre le gouvernement de l'Union sud-africaine avec pour objectif de recréer des républiques boers indépendantes. Rassemblant environ 12 000 hommes, la rébellion échoue et ses chefs de file condamnés à de lourdes peines d'emprisonnement, voire exécutés pour certains.
Après l'apartheid en 1994, certains Blancs parlant l'afrikaans, principalement aux opinions politiques conservatrices et d'origine Trekboer et Voortrekker, ont choisi d'être appelés Boere plutôt qu'Afrikaners pour distinguer leur identité.

## Liste d’États et micro-États dirigés par les Boers
| Description                          | Dates                | Région actuele                           |
| ------------------------------------ | -------------------- | ---------------------------------------- |
| République de Swellendam             | 1795                 | Swellendam                               |
| République de Graaff-Reinet          | 1795–1796            | Graaff-Reinet                            |
| Zoutpansberg                         | 1835–1864            | Limpopo                                  |
| Winburg                              | 1836–1844            | État-Libre                               |
| Potchefstroom                        | 1837–1844            | Nord-Ouest                               |
| Natalia                              | 1839–1843            | KwaZulu-Natal                            |
| Winburg-Potchefstroom                | 1843–1844            | Potchefstroom - Winburg                  |
| République de Klip River             | 1847–1848            | Ladysmith                                |
| République de Lydenburg              | 1849–1860            | Lydenburg                                |
| République d'Utrecht                 | 1852–1858            | Utrecht                                  |
| République sud-africaine (Transvaal) | 1852–1877, 1881–1902 | Gauteng, Limpopo, Mpumalanga, Nord-Ouest |
| État libre d'Orange                  | 1854–1902            | État-Libre                               |
| Klein Vrystaat                       | 1876–1891            | Piet Retief                              |
| Goshen                               | 1882–1883            | Nord-Ouest                               |
| Stellaland                           | 1882–1883            | Nord-Ouest                               |
| États-Unis du Stellaland             | 1883–1885            | Nord-Ouest                               |
| Nieuwe Republiek                     | 1884–1888            | Vryheid                                  |
| République d'Upingtonia/Lijdensrust  | 1885–1887            | Namibie                                  |

## Boer auXXesiècle
Au XXe siècle, le terme de « Boer » (paysan) est tombé en désuétude au profit de celui d'« Afrikaner » englobant à la fois une population rurale et urbanisée de langue afrikaans et établie dans les quatre provinces sud-africaines mais aussi les populations blanches de langue afrikaans du Cap-Occidental, qui n'ont pas effectué le grand Trek, avec les populations blanches de langue afrikaans du Transvaal et du Free State. Le terme s'est définitivement imposé durant les années 1930.
Le terme de Boer a pu continuer à désigner les fermiers en zone rurale. Lors de la période d'apartheid, le terme « Boer » a été utilisé par les opposants à l'apartheid pour désigner les représentants du Parti national, les institutions de l’État telles que la police sud-africaine mais aussi les fermiers. Le slogan « un boer, une balle » (one boer, one bullet) fut particulièrement populaire parmi les militants radicaux des mouvements noirs de libération. Dans les années 1980, c'est dans ce climat particulier qu'une vingtaine de fermiers du nord du Transvaal furent assassinés. Depuis les années 1990, l'augmentation des attaques de fermes en Afrique du Sud a été très sensible, dans le contexte d'une montée globale de l'insécurité et de tensions sociales à connotations politiques et raciales.

#### Ouvrages anciens
- Poultney Bigelow, Au Pays des Boers, F. Juven, Paris, 1900, 316 p.
- Henri Dehérain, L'Expansion des Boers au XIXe siècle, Hachette, Paris, 1905, 433 p.
- Auguste Geoffroy, La fille des Boers : roman d'actualité, impr. Renvé-Lallemant, Verdun, 1900
- Henry de Goesbriand, Les boers au Congo un essai sur l'art de coloniser, Impr. J. Desmoulins, Landerneau, 1900
- Jules Joseph Leclercq, À travers l'Afrique australe: voyage au pays des Boers, E. Plon, Paris, 1900 (3e éd.), 334 p.
- Pierre Mille, Les Boers : essai de psychologie sociale, Service de Documentation Bibliographique, Bruxelles, 1900
- Emmanuel Pétavel-Olliff, Appel aux chrétiens boers, par un membre de l'Alliance évangélique, C.-E. Alioth, Genève, 1901, 14 p.
- Mayne Reid, Les vacances des jeunes Boërs, L. Hachette, Paris, 1868 (3e éd.), 356 p. (réédité ultérieurement dans la Bibliothèque rose illustrée)
- Mayne Reid, Les exploits des jeunes Boërs : les chasseurs de girafes, J. Hetzel, Paris, 1882, 372 p.
- Eugène H. G. Standaert, Une mission belge au pays des Boers, Bloud & Gay, Paris, 1916, 383 p.
- Eugène Verrier, Les races primitives de l'Afrique australe et les Boers, Daix frères, Clermont, 1900, 15 pages
- Firmin de Croze, Vivent les Boers - L'héroïsme d'un peuple, Marc Bardou éditeur, Limoges 1902, 240 pages

#### Écrits contemporains
- (en) Brian Murray Du Toit, The Boers in East Africa : ethnicity and identity, Bergin & Garvey, Westport Conn., 1998, 212 p.  (ISBN 0-89789-611-4)
- (en) Martin Meredith, Diamonds, Gold, and War: The British, the Boers, and the Making of South Africa, PublicAffairs, New York, 2007, 570 p.  (ISBN 978-1-58648-473-6)